# Лукойл-Пермнефтеоргсинтез
ЛУКОЙЛ-Пермнефтеоргсинтез (Пермский НПЗ) — нефтеперерабатывающий и газоперерабатывающий завод, расположенный в г. Пермь. Один из крупнейших нефтеперерабатывающих заводов России — проектная мощность по переработке нефти составляет 13,1 млн тонн в год, по переработке жидких углеводородов — 1,7 млн тонн в год, по переработке попутного нефтяного газа — 1,46 млрд м³ в год. Принадлежит ООО «ЛУКОЙЛ-Пермнефтеоргсинтез» (входит в группу «Лукойл»).

## История
1 сентября 1949 года было принято Постановление Совета Министров СССР, санкционирующее создание новых нефтеперерабатывающих заводов в Уфе, Куйбышеве, Орске, Горьком, Грозном, Рязани, Сталинграде, Баку и Молотове (Перми). Строительство Пермского НПЗ было начато в январе 1951 года, в возведении предприятия, помимо вольнонаёмных специалистов, принимали участие заключённые ГУЛАГа и рабочие из Китая. Первая очередь предприятия была введена в эксплуатацию 4 ноября 1958 года, она состояла из электрообессоливающей установки (ЭЛОУ) № 1, атмосферно-вакуумной трубчатки (АВТ) № 1, резервуарных парков, эстакада налива нефтепродуктов и реагентного хозяйства. Одновременно были построены: 1-я очередь ТЭЦ, благоустроенный микрорайон Балатово, продолжена трамвайная линия. 
Изначально предприятие выпускало осветительный керосин, дизельное топливо, автомобильный бензин А-66 и топочный мазут.
В 1958—1966 годах были введены в эксплуатацию АВТ-2, ЭЛОУ-АВТ-3, установки термического крекинга, каталитического крекинга, установка алкилирования, установка четкой ректификации бензинов, битумная установка, установка каталитического риформинга, комплекс по производству парафина, первая очередь маслоблока, установка гидроочистки дизельного топлива, установка производства серной кислоты. К 1966 году на предприятии работало более 30 технологических установок. В январе 1966 года Пермский нефтеперерабатывающий завод был преобразован в Пермский нефтеперерабатывающий комбинат. В 1967—1976 годах были пущены установки ЭЛОУ-АВТ-4 и ЭЛОУ-АВТ-5, оборудование газоперерабатывающего завода, установка риформинга 35-8/300Б, установка замедленного коксования, установка гидроочистки дизельного топлива 24-7, оборудование производства этилена и пропилена, этилбензола и стирола, синтез-газа, бутиловых спиртов и дваэтилгексанола. В 1976 году предприятие было преобразовано в производственное объединение «Пермнефтеоргсинтез».
В 1993 году завод вошёл в состав группы «Лукойл». В 1994 году предприятие перешло на выпуск неэтилированных бензинов, в 1999 году была введена в эксплуатацию установка производства серной кислоты, в 2002 году — установка КЦА, в 2004 году — комплекс гидрокрекинга с установками производства серы, водорода, установка ГДА. Всего в 1993—2006 годах была проведена модернизация более чем 30 технологических установок и производственных объектов, реконструирована установка замедленного коксования, построены установка вакуумной дистилляции мазута, производство масел, природоохранные объекты. В 2007 году были пущены установка изомеризации парафинов и автоматизированная станция смешения бензинов, в 2014 году — универсальный комплекс по утилизации нефтесодержащих отходов, в 2015 году — установка замедленного коксования, установки ГФУ-2, НКТР-2, установка гидроочистки средних дистиллятов 24-100, а также собственная электростанция предприятия (блок-станция) ГТУ-ТЭЦ 200 ЛУКОЙЛ-ПНОС.

## Сырьё
Пермский НПЗ перерабатывает нефть западно-сибирских месторождений (поступает по нефтепроводу Сургут—Полоцк) и пермских месторождений (поступает по нефтепроводам Каменный Лог—Пермь, Северокамск—Пермь и Кунгур—Пермь), а также попутный нефтяной газ и широкую фракцию лёгких углеводородов.

## Продукция
Предприятие производит более 60 различных продуктов, в том числе пять марок бензина, около 20 марок дизельного топлива, индустриальные и базовые масла, топливо для реактивных двигателей, судовое топливо, топочный мазут, газовые бензины, топливный газ, сжиженный газ, этановую фракцию, бутан, изобутан, парафиновые углеводороды, бензол, толуол, смесь ароматических углеводородов, электродный кокс, гранулированную серу, серную кислоту.
Готовая продукция отгружается железнодорожным, автомобильным и водным транспортом, а также по нефтепродуктопроводу Пермь—Андреевка—Уфа. Около половины объёма продукции направляется на экспорт.

## Технология
В технологический процесс предприятия входят:.
- первичная переработка нефти;
- гидрокрекинг;
- каталитический риформинг;
- изомеризация лёгких бензиновых фракций;
- экстрактивная дистилляция ароматических углеводородов;
- гидроочистка дизельных фракций и фракций для производства реактивного топлива;
- каталитический крекинг;
- деасфальтизация гудронов;
- селективная очистка и депарафинизация масляных фракций;
- коксование тяжелых остатков;
- производство серной кислоты и серы;
- газофракционирование;
- низкотемпературная конденсация и ректификация.

Глубина переработки нефти достигает 98-99 %. Индекс сложности Нельсона — 9,4.

### Оборудование
Оборудование предприятия включает:
- установки первичной переработки нефти АВТ-1 и АВТ-2, мощностью по 1 млн тонн в год каждая. Введены в эксплуатацию в 1958—1959 годах;
- установку четкой ректификации бензина 22-4, введена в эксплуатацию в 1958—1963 годах;
- установки первичной переработки нефти ЭЛОУ-АВТ-4 и ЭЛОУ-АВТ-5, мощностью по 4,5 млн тонн в год каждая. Введены в эксплуатацию в 1967—1969 годах;
- установки низкотемпературной конденсации и ректификации НКТР-1, НКТР-2 и газофракционирующие установки ГФУ-1, ГФУ-2, суммарной мощностью 1,7 млн т ШФЛУ и 1,4 млрд м³ попутного нефтяного газа в год. Введены в эксплуатацию в 1969 и 2015 годах;
- установку сероочистки, введена в эксплуатацию в 1973 году;
- установку каталитического крекинга КК-1, мощностью 0,7 млн тонн в год. Введена в эксплуатацию в 1960 году;
- установки каталитического риформинга 35-11/300, 35-11/600, 35/6, общей мощностью 1,35 млн тонн в год. Введена в эксплуатацию в 1963 году;
- установку каталитического риформинга 35-8/300Б, введена в эксплуатацию в 1969—1978 годах;
- установку низкотемпературной изомеризации, мощностью 0,5 млн тонн в год. Введена в эксплуатацию в 2007 году;
- установку короткоцикловой адсорбции КЦА, введена в эксплуатацию в 2002 году;
- установки гидроочистки дизельного топлива 24-6 и 24,7, мощностью по 1,6 млн тонн в год. Введены в эксплуатацию в 1972 году;
- установку гидроочистки керосина 24-9, мощностью 1,2 млн тонн в год. Введена в эксплуатацию в 1979 году;
- установку гидроочистки средних дистиллятов с блоком производства водорода 24-100, мощностью 1,6 млн тонн в год. Введена в эксплуатацию в 2015 году;
- установку гидрокрекинга, мощностью 3,5 млн тонн в год. Введена в эксплуатацию в 2004 году;
- блок гидродеароматизации дизельного топлива ГДА, введен в эксплуатацию в 2004 году;
- установку производства серы, мощностью 78 тыс. тонн в год. Введена в эксплуатацию в 2004 году;
- установку производства серной кислоты, мощностью 65 тыс. тонн в год. Введена в эксплуатацию в 1999 году;
- установку регенерации МЭА и отпарки кислых стоков;
- установку производства водорода, мощностью 48 тыс. тонн в год. Введена в эксплуатацию в 2004 году;
- установку замедленного коксования 21-20, мощностью 2,1 млн тонн в год. Введена в эксплуатацию в 2015 году;
- установку замедленного коксования 21-10/3М, мощностью 1,1 млн тонн в год. Введена в эксплуатацию в 1970 году;
- установку деасфальтизации гудрона пропаном 36-20/30, мощностью 0,25 млн тонн в год. Введена в эксплуатацию в 1975 году;
- установки селективной очистки масел фенолом 37-10, 37-30, 37-40, 37-50, введены в эксплуатацию в 1963—1975 годах;
- установки депарафинизации масел 39-10, 39-30, 39-40, 39-9М;
- установку перколяционной очистки парафина 40-50.

Предприятие имеет собственную электростанцию — ГТУ-ТЭЦ 200 ЛУКОЙЛ-ПНОС, обеспечивающую его электроэнергией и паром. По конструкции представляет собой газотурбинную теплоэлектроцентраль. Введена в эксплуатацию в 2015 году. Установленная электрическая мощность станции — 200 МВт, тепловая мощность — 435 Гкал/ч. В качестве топлива использует отбензиненный газ, поступающий с газоперерабатывающего производства. Оборудование станции включает в себя восемь газотурбинных установок мощностью по 25 МВт с котлами-утилизаторами, а также четыре паровых котла.